# إسحاق روشي
إسحاق روشي هو سياسي أمريكي، ولد في 24 فبراير 1786، وتوفي في 29 ديسمبر 1848.